# Philip Zeschmann

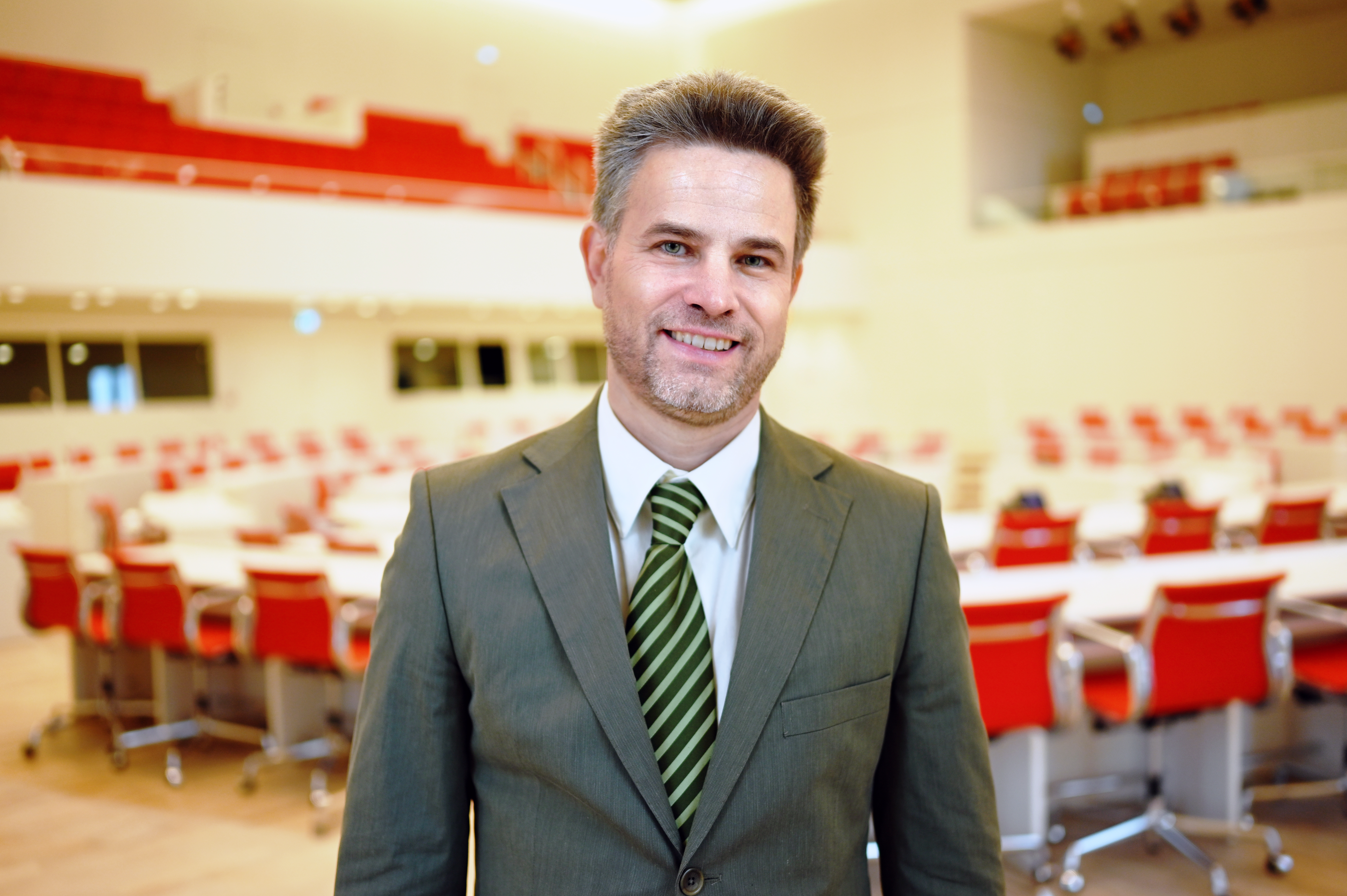
Philip Zeschmann, 2019

Philip Zeschmann (* 1967 in West-Berlin) ist ein rechtsextremer deutscher Politiker (parteilos, zuvor BVB/Freie Wähler, SPD). Von 2019 bis 2024 gehörte er als Abgeordneter dem Landtag Brandenburg an, zunächst in der Fraktion BVB/Freie Wähler, ab November 2023 in der AfD-Fraktion.

## Beruf
Zeschmann studierte von 1986 bis 1992 an der Universität Trier im Diplomstudiengang Volks- und Betriebswirtschaftslehre, daneben ab 1988 bis 1992 im Zweitstudiengang auch Politikwissenschaft, dem sich bis Dezember 1997 das Promotionsverfahren anschloss. 1998 wurde er mit einer Dissertation zum Thema Wege aus der Politiker- und Parteiverdrossenheit: Demokratie für eine Zivilgesellschaft in Trier promoviert. Seitdem ist er in Schöneiche bei Berlin als Selbständiger Berater für öffentliche Verwaltungen tätig.

## Politik
Zeschmann trat im April 1987 in die SPD ein. Von Februar 1994 bis April 1995 war er Jusos-Unterbezirksvorsitzender und von September 1994 bis Oktober 1996 Mitglied des Unterbezirksvorstandes der SPD in Trier.
In Schöneiche bei Berlin war Zeschmann von März 2005 bis Oktober 2008 Vorsitzender des SPD-Ortsvereins. 2008 wurde er erstmals in die Schöneicher Gemeindevertretung, in der er bis 2009 SPD-Fraktionsvorsitzender war, und den Kreistag im Landkreis Oder-Spree gewählt. 2009 schloss ihn die Gemeindevertretungsfraktion der SPD aus. Er blieb aber bis Juli 2011 Vorsitzender des Hauptausschusses. Im Januar 2012 gab Zeschmann bei den Sozialdemokraten seinen Parteiaustritt zum Dezember 2011 bekannt.
Nach der Kommunalwahl 2014 war Zeschmann in der Gemeindevertretung von Schöneiche Fraktionsvorsitzender der Unabhängigen Bürger Schöneiche (UBS) von Juni 2014 bis August 2016  und von Oktober 2017 bis Mai 2019 der Fraktion BürgerBündnis/UBS. 2015 übernahm er im Kreistag Oder-Spree den Fraktionsvorsitz der BVB/Freie Wähler. Seit 2013 war er auch Kreissprecher der BVB/Freie Wähler Oder-Spree und Vorsitzender des Landesfachbeirates der BVB/Freie Wähler. Weiterhin ist er Initiator und Mitglied verschiedener Bürgerinitiativen.
Zeschmann trat zweimal für die BVB/Freie Wähler zur Landtagswahl an. Während es 2014 nicht reichte, wurde er 2019 auf dem Listenplatz 5 der BVB/Freie Wähler in den Landtag Brandenburg gewählt. Hier war er Vorsitzender des Ausschusses für Haushaltskontrolle und Mitglied der Ausschüsse für Haushalt und Finanzen, für Infrastruktur und Landesplanung sowie für Wirtschaft, Arbeit und Energie.
Bei der Bundestagswahl 2017 kandidierte er ohne Erfolg für die Freien Wähler.
Am 6. November 2023 erklärte er seinen Austritt aus dem Landesverband und der Landtagsfraktion von BVB/Freie Wähler und wechselte am darauffolgenden Tag zur AfD-Fraktion.
Bei der Landtagswahl 2024 kandidierte Zeschmann für die AfD im Landtagswahlkreis Potsdam-Mittelmark IV und auf Platz 18 der Landesliste, verfehlte jedoch den Wiedereinzug in den Landtag.

## Schrift (Auswahl)
- Wege aus der Politiker- und Parteiverdrossenheit – Demokratie für eine Zivilgesellschaft. Pro Universitate Verlag, Sinzheim 2000, ISBN 978-3-932490-70-5.